# Stuhr
Stuhr é um município da Alemanha localizado no distrito de Diepholz, estado de Baixa Saxônia.